# Franz Suhrada
Franz Suhrada (* 26. Juni 1954 in Wien) ist ein österreichischer Schauspieler.

## Leben und Wirken
Suhrada schloss eine Lehre als Industriekaufmann ab, bevor er im Alter von 19 Jahren in die Schauspielschule Krauss in Wien eintrat. Sein erstes Bühnenengagement hatte er 1975 – noch während seiner Ausbildung – im Theater der Courage, das heute ein Teil des Theaters Drachengasse ist. Für seine Darstellung in Die Eisernen von Aldo Nicolaj erhielt er im selben Jahr den Kritikerpreis. 1976 gab er seinen ursprünglich erlernten Beruf auf und wirkte nunmehr hauptberuflich als Schauspieler. Verschiedene Engagements als Theaterschauspieler führten ihn unter anderem nach Salzburg, Berlin, Hamburg, Prag, Dessau und Leipzig.
Dem österreichischen Fernsehpublikum wurde er vor allem durch seine Rolle als Polizist Schreyvogel in der ORF-TV-Serie Kottan ermittelt bekannt. Auch in den Serien Tohuwabohu, Ein echter Wiener geht nicht unter und der Alpensaga hatte er Auftritte. In der Serie Cafe Lotto spielte er 13 Jahre lang einen Kellner.
Weiters wirkt er als Sprecher für Werbungen und Hörbücher. Zu den von ihm gesprochenen Hörbüchern zählen die Wiener Schmankerln und zwei als Hörbuch veröffentlichte Kottan-Folgen (Hartlgasse 16a und Der Geburtstag). Zuletzt war Suhrada unter anderem in den Wiener Kammerspielen in Der Hausfreund von Eugène Marin Labiche (2005), bei den Vereinigten Bühnen Bozen in Der Floh im Ohr von Georges Feydeau (2007) und Der eingebildete Kranke von Molière (2007/2008), mehrmals in großen Rollen, unter der Regie von Felix Dvorak am Stadttheater Berndorf und den Komödienspielen Mödling sowie im stadtTheater walfischgasse in Die Eisernen von Aldo Nicolaj zu sehen. 2010 wirkte er in dem Kinofilm Kottan ermittelt: Rien ne va plus mit. Seine gesprochene Phrase „und aus“ wurde zu seinem Markenzeichen, er selbst als „Kult-Schauspieler“ bezeichnet.
Ab der Saison 2013/14 trat Suhrada in der Wiener Volksoper auf, z. B. als Jonas Fogg im Sondheim-Musical „Sweeney Todd“, als Giorgio Testaccio in „Eine Nacht in Venedig“, Joseph in „Pariser Leben“ oder als Frosch in der „Fledermaus“. Er wirkte auch an Sommertheater-Aufführungen mit, so in Stockerau 2023 im „Zerrissenen“ von Nestroy.

## Fernsehserien (Auswahl)
- 1978: Die Alpensaga
- 1978–1983: Kottan ermittelt
- 1984: Tiger – Frühling in Wien
- 1986: Tatort: Der Tod des Tänzers
- 1988: Der Leihopa
- 1993: Die Leute von St. Benedikt
- 1994: Tohuwabohu
- 1996: Spiel des Lebens
- 2006: SOKO Donau